# Park Slope Food Coop

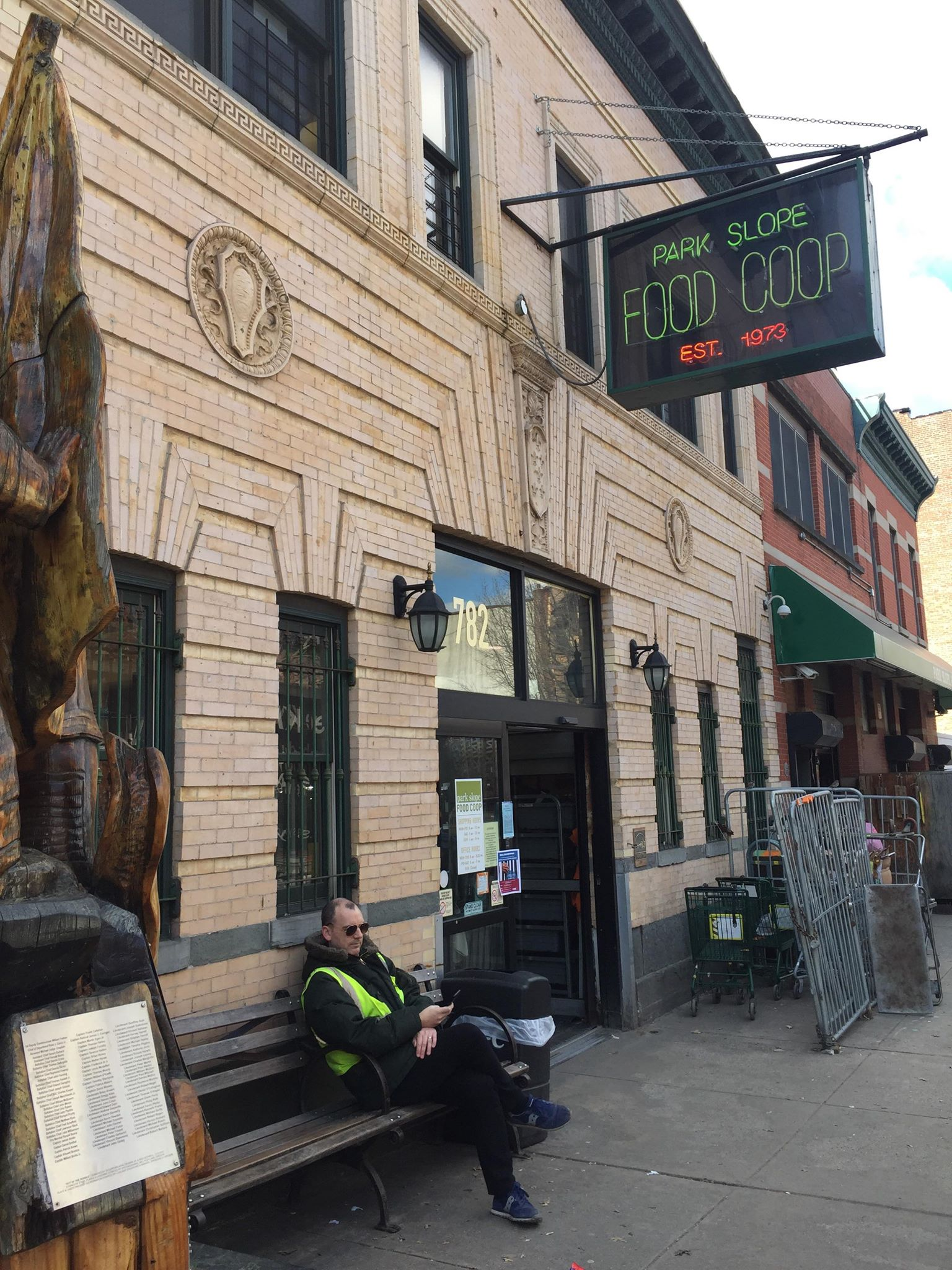
Park Slope Food Coop

Die Park Slope Food Coop (PSFC) ist eine Lebensmittelkooperative im Stadtteil Park Slope von Brooklyn in New York City. Sie ist eine der ältesten und größten aktiven Lebensmittelkooperativen in den Vereinigten Staaten.

## Geschichte
Die PSFC wurde 1973 von 10 Personen,  unter ihnen der noch 2024 als Geschäftsführer aktive Joe Holtz, gegründet. Anfangs mietete die Organisation Räume im Mongoose Community Center, einem linken Bürgerzentrum, unter. Im Jahr 1977 wurde das Mongoose aufgelöst und die Coop mietete sich direkt beim Vermieter ein.
1978 mietete die Coop 782 Union Street mit einer Kaufoption nach Ablauf eines zweijährigen Mietvertrags. In der Erwartung, das Gebäude kaufen zu können, schloss die Coop im folgenden Jahr Renovierungsarbeiten ab und erwarb es 1980. Es folgten 1988 und 1999 der Kauf der beiden unmittelbar westlich gelegenen Gebäude, deren Renovierung 1991 bzw. 2001 abgeschlossen wurde.
Im Dezember 2009 zahlte die Coop die verbleibende Hypothek in Höhe von 707.000 USD für alle drei Gebäude. Diese Vorauszahlung erfolgte ohne Vertragsstrafe, da der Inhaber der Hypothek, die National Cooperative Bank, nach der Bankenkrise von 2008 bis 2009 Unterstützung benötigte.
Politische und ökologische Maßnahmen
Die Genossenschaft kann auf eine lange Geschichte politischer Aktionen zurückblicken. Während des Apartheid-Regimes wurden Waren aus Südafrika verboten; während des Pinochet-Regimes wurden chilenische Trauben aus dem Verkehr gezogen; Nestlé-Produkte wurden wegen der Kampagne des Unternehmens zur Förderung von Säuglingsnahrung anstelle des Stillens verboten.
Die Coop-Politik schreibt vor, dass bestehende Boykotte eingestellt werden, sofern sie nicht jährlich verlängert werden. Seit 2004 boykottiert die PSFC Produkte von Coca-Cola (einschließlich Minute Maid und Odwalla) wegen der Arbeitspraktiken des Unternehmens und der Ausbeutung natürlicher Ressourcen in Ländern der Dritten Welt. Seit 2010 boykottiert die PSFC Flaum Appetizing Products wegen Verstößen gegen das Arbeitsrecht. Flaum ist ein lokaler koscherer Hersteller, der für seinen Hummus bekannt ist, der unter dem Label „Mike & Joe’s“ verkauft wird.
Im Jahr 2008 setzte die PSFC-Vollversammlung ein  für Umweltschutz und Nachhaltigkeit, indem sie beschloss, den Verkauf von Wasser in Flaschen zu beenden und keine Plastiktüten mehr an der Kasse bereitzustellen.
Die Coop sammelt eine Vielzahl von schwer zu recycelnden Kunststoffverpackungen für das Upcycling. Diese Recycling-Initiative begann 2008 mit dem Sammeln von Joghurtbechern, die von Recycling zu Zahnbürsten und anderen Körperpflegeprodukten weiterverarbeitet werden sollten, zu einer Zeit, als das kommunale Recycling von New York City die akzeptierten Kunststoffarten beschränkte.
Im Jahr 2009 behauptete The Jewish Daily Forward fälschlicherweise, dass die Genossenschaft aus Protest gegen die israelische Militäroffensive im Gazastreifen 2009 ein Verbot israelischer Produkte in Erwägung ziehe, oder implizierte dies. Tatsächlich stand ein solcher Vorschlag nicht auf der Tagesordnung der PSFC-Generalversammlung. Die Berichte basierten auf zwei Leserbriefen in der Ausgabe vom 12. Februar 2009 der PSFC Linewaiters' Gazette, die unabhängig von der Meinung der Mitglieder veröffentlicht wird. Drei Jahre lang äußerten sich die Mitglieder der Genossenschaft in der Gazette zu einem möglichen Boykott Israels, und auf der Generalversammlung vom 26. Juli 2011 wurde die Durchführung eines genossenschaftsweiten Referendums über den Beitritt zur BDS-Bewegung erörtert, ohne dass Maßnahmen ergriffen wurden. Auf der Generalversammlung vom 27. März 2012, die aufgrund einer beispiellosen Beteiligung von fast 1.700 Mitgliedern (elfmal mehr als üblich) in der Brooklyn Technical High School stattfand, wurde nach einer hitzigen Diskussion ein Vorschlag zur Durchführung eines solchen Referendums erörtert und abgelehnt.
Als Reaktion auf die Ankündigung des Herrenausstatters Barneys New York, in Brooklyn eine Filiale mit dem Namen Barneys Coop zu eröffnen, erwog die Mitgliederversammlung (MV) des PSFC im Jahr 2010, Maßnahmen zu ergreifen, da das Unternehmen offensichtlich gegen das New Yorker Genossenschaftsgesetz verstößt, das die Verwendung des Begriffs „Coop“ auf genossenschaftliche Unternehmen beschränkt. Die Generalkoordinatoren informierten den Generalstaatsanwalt über den Verstoß und legten der MV im Juli 2010 einen Plan für eine Klage vor, der jedoch wegen der zu erwartenden Kosten abgelehnt wurde. Ein eingeschränkterer Vorschlag wurde von der GV im August 2010 genehmigt, später aber aus verfahrenstechnischen Gründen verworfen.
Am 26. Januar 2016 stimmte die Park Slope Food Coop über eine Änderung der Regeln für die Generalversammlung ab. Darin wurde festgelegt, dass für die Verabschiedung eines Boykotts eine Super-Mehrheit von mindestens 75 % der Mitglieder der Generalversammlung dem Boykott zustimmen muss.
2018 erzielte die Coop einen Umsatz von 58,3 Millionen Dollar. Bei einer Verkaufsfläche von 6.000 Quadratmetern entspricht das knapp 10.000 Dollar pro Fuß, ein Verhältnis, das in den konventionellen Die in diesem Bereich führende konventionelle Supermarktkette Trader Joe’s, kommt nur auf 2.400 Dollar pro Fuß.

### Gewerkschaftsarbeit
Im Sommer 2018 begann eine Gruppe von bezahlten Mitarbeitern der Park Slope Food Coop mit Hilfe der Gewerkschaft Retail, Wholesale and Department Store Union (RWDSU), die Angestellte von Lebensmittelgeschäften und anderen Lebensmittelketten vertritt, mit gewerkschaftlichen Organisierungsbemühungen. Zu den angesprochenen Themen gehören die Arbeitsplatzsicherheit (ein Ende der „Beschäftigung nach Belieben“), die ungleiche Behandlung am Arbeitsplatz (Rassismus und andere Formen der Diskriminierung) und der Wunsch, die Coop besser an den internationalen genossenschaftlichen Grundsätzen und Werten der Demokratie, Gleichheit, Gerechtigkeit und Solidarität auszurichten.
Am 23. April 2019 reichten mehrere Mitarbeiter beim National Labor Relations Board (NLRB) Klage wegen unlauterer Arbeitspraktiken ein. In der Klage werden der Coop Belästigung, Zwangsaussagen und Verhöre vorgeworfen. Angesichts der angeblich unrechtmäßigen Einmischung der Geschäftsleitung in den gewerkschaftlichen Organisierungsprozess haben sich die allgemeinen Koordinatoren von Coop bereit erklärt, die Nichteinmischung in die gewerkschaftlichen Organisierungsbemühungen zu garantieren; dies wurde von den Gewerkschaftsorganisatoren bestritten und war einer der Punkte, die zu der NLRB-Klage führten. Der Arbeitsausschuss der Park Slope Food Coop, eine Gruppe, die gegründet wurde, um „Führung und Informationen zu arbeitsrechtlichen Fragen,die sich auf das Lebensmittelsystem der Coop auswirken“, bereitzustellen, sprach sich für eine Neutralitätsvereinbarung aus.
Die NLRB hat sich mit der Coop in Bezug auf die Anschuldigungen wegen unlauterer Arbeitspraktiken geeinigt, woraufhin die Park Slope Food Coop verpflichtet wurde, eine Mitteilung an die Mitarbeiter auszuhängen, die besagt, dass künftig bestimmte Arbeitsrechte nicht mehr verletzt werden.

### Kritik
Die Pflicht zur Arbeitsschicht, an der jedes erwachsene Mitglied eines Haushalts teilnehmen muss, hat im Laufe der Jahre Kritik hervorgerufen. Im Jahr 2011 berichtete die New York Times, dass einige Mitglieder ihre Kindermädchen baten, ihre Arbeitsschichten zu übernehmen.

## Organisationsstruktur
Die 1973 gegründete PSFC erreichte 1998 ihren Höchststand von über 19.000 Mitgliedern, 2023 lag die Mitgliederzahl bei rund 15.000. Das PSFC-Geschäftsmodell verlangt von jedem seiner erwachsenen Mitglieder, alle vier Wochen 2 Stunden und 45 Minuten Arbeit zu leisten. Der Laden verkauft eine Vielzahl von Lebensmitteln und Haushaltswaren, darunter einige umweltfreundliche Produkte, mit einem Aufschlag von 21 % auf den Großhandelspreis (im Vergleich zu 26–100 % in einem Supermarkt). Im Oktober 2020 wurde ein zusätzlicher vorübergehender Aufschlag von 4 % eingeführt, um der Genossenschaft zu helfen, die finanziellen Auswirkungen von COVID-19 auszugleichen. Mitglieder, die sich in einer finanziellen Notlage befanden, konnten aussteigen. Die Einsparungen sind möglich, weil die Mitglieder ihre Arbeitskraft einbringen. PSFC ist als Genossenschaft im Staat New York organisiert.
PSFC, eine nach dem Recht des Staates New York gegründete Genossenschaft, wird von einem Vorstand geleitet, der sich aus fünf Personen zusammensetzt, die von den Mitgliedern für eine gestaffelte dreijährige Amtszeit gewählt werden. Der dienstälteste, bei der Sitzung anwesende Allgemeine Koordinator  ist von Amts wegen stimmberechtigtes Mitglied.
Der Vorstand tritt monatlich zusammen, um den Rat der Mitglieder auf der Mitgliederversammlung (GV) zu hören und in der Regel alle von der GV gefassten Beschlüsse zu genehmigen. Die Tagesordnung der GV wird von einem Agenda-Ausschuss festgelegt, und die Versammlung selbst wird von einem Präsidialausschuss geleitet, dessen Mitglieder abwechselnd den Vorsitz übernehmen und gemeinsam als Parlamentarier der GV fungieren.
Das Tagesgeschäft des PSFC wird von bezahlten Mitarbeitern, den Koordinatoren, geleitet. Die ranghöchsten Koordinatoren, die sogenannten Generalkoordinatoren, werden von der Generalversammlung eingestellt und vom Verwaltungsrat genehmigt.
Die Genossenschaft verfügt über einen Ausschuss für Vielfalt und Gleichberechtigung, dessen Mitglieder eine Betriebsgutschrift erhalten und der Programme zur Förderung der Vielfalt unter den Mitgliedern der Genossenschaft vorschlägt. Außerdem gibt es eine zweiwöchentlich erscheinende Zeitung namens The Linewaiters' Gazette. Ursprünglich als interner Newsletter gedacht, um die Wartezeit an der Kasse zu verkürzen (daher der Name), dokumentiert die Linewaiters’ Gazette die Bewegung, Lebensmittel nicht nur als Nahrung, sondern auch aus ethischer und politischer Sicht zu betrachten.

## Mitgliedschaft
Um der Genossenschaft beizutreten, müssen neue Mitglieder an einer Orientierungsveranstaltung teilnehmen und sich für eine monatliche freiwillige Schicht von 2 Stunden und 45 Minuten anmelden. Die Freiwilligeneinsätze lassen sich in folgende Kategorien einteilen: Lebensmittelverarbeitung, Inventar, Instandhaltung, Büro, Warenannahme und -lagerung, Service-Theke im zweiten Stock, Einkaufen, Vorbereitung der Suppenküche und Suppenküche bei CHiPS (einer lokalen Wohltätigkeitsorganisation) Alle Einsätze mit Ausnahme der letzten beiden beziehen sich direkt auf den täglichen Betrieb der Genossenschaft.
Nach der Zuweisung einer Schicht haben neue Mitglieder einen Monat Zeit, um ihren einmaligen Mitgliedsbeitrag zu zahlen (regulär: 25 $ oder ermäßigt: 5 $), und acht Wochen Zeit, um ihre Kaution für die Mitgliedschaft zu hinterlegen (regulär: 100 $ oder ermäßigt: 10 $), die zurückerstattet wird, wenn sie sich entscheiden, die Genossenschaft zu verlassen.
Die Mitglieder müssen einmal im Monat zu ihrer freiwilligen Schicht erscheinen und arbeiten, aber wenn sie ihre übliche Schicht nicht antreten können, haben sie die Möglichkeit, die Schicht mit einem anderen Mitglied zu tauschen. Wenn ein Mitglied seine Schicht versäumt, muss es vor der nächsten Schicht zwei Nachholschichten absolvieren. Die Strenge dieser Regelung wurde als unfair gegenüber Alleinerziehenden, Mitgliedern mit mehreren Nebenjobs und Studenten kritisiert, da eine Überschreitung der geforderten Nachholschichten erhebliche Arbeitsstunden erfordert, die ohne externe Unterstützung nicht zu bewältigen sind.
Unbezahlte Mitgliedsbeiträge oder nicht geleistete Schichten führen zu einem Status von „Alert“ und schließlich „Suspended“, was ein Mitglied daran hindert, die Genossenschaft zu betreten und dort einzukaufen.
Ältere Mitglieder können sich von ihrer ehrenamtlichen Tätigkeit „zurückziehen“, wobei das Rentenalter von der Gesamtzahl der Mitgliedsjahre abhängt. Chronisch kranke Mitglieder und Personen unter 18 Jahren sind ebenfalls von der Arbeit befreit. Vorübergehende Verletzungen und Krankheiten können als Entschuldigung für ehrenamtliche Tätigkeiten herangezogen werden.
Am Montag, dem 23. März 2020, setzte die Genossenschaft zum ersten Mal in ihrer Geschichte die Arbeitspflicht für Mitglieder aus, um das Risiko einer COVID-19-Infektion für bezahlte Mitarbeiter zu verringern. Die Genossenschaft arbeitete bis Mitte Oktober 2020 ausschließlich mit vorhandenen und vorübergehend bezahlten Mitarbeitern, als ein freiwilliges Arbeitsprogramm für Mitglieder für ausgewählte Einsätze begann.